# Unac (Fluss)
Der Unac (serbisch-kyrillisch Унац) ist ein rechter Nebenfluss der Una im Westen von Bosnien und Herzegowina. Er entspringt am Nordhang der Šator planina etwa 25 km südöstlich von Drvar aus dem 1488 m hoch gelegenen See Šatorsko jezero und mündet nach 66 km im kleinen Ort Martin Brod nahe der kroatischen Grenze in die Una.

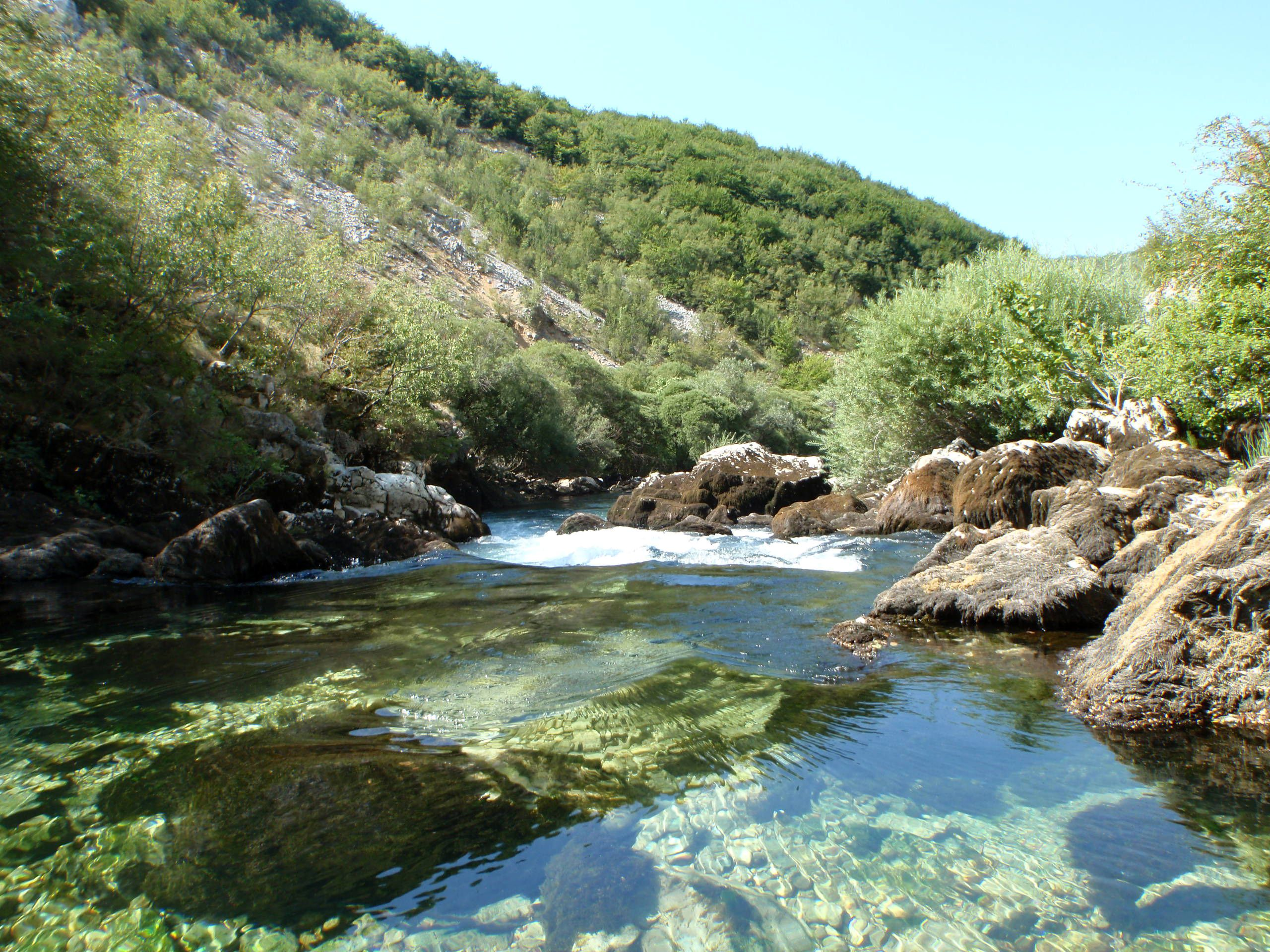
Fluss Unac in der Schlucht vor Martin Brod

Hinter Drvar durchfließt der Unac eine bis zu 350 m tiefe, unwegsame Schlucht zwischen den Gebirgen Osječenica und Vučjak. In Martin Brod nutzt ein Fischzuchtbetrieb das Wasser des Flusses. Der Unac ist aufgrund seines klaren Wassers und Fischreichtums bei Fliegenfischern beliebt.
Das Einzugsgebiet des Unac hat eine Fläche von 650 km².